# Bezdekia
Bezdekia là một chi bọ cánh cứng trong họ Chrysomelidae.
Chi này được Warchalowski miêu tả khoa học năm 2005.

## Các loài
Chi này gồm các loài:
- Bezdekia tenebrosa Warchalowski, 2005